# Zwężenie tętnic szyjnych

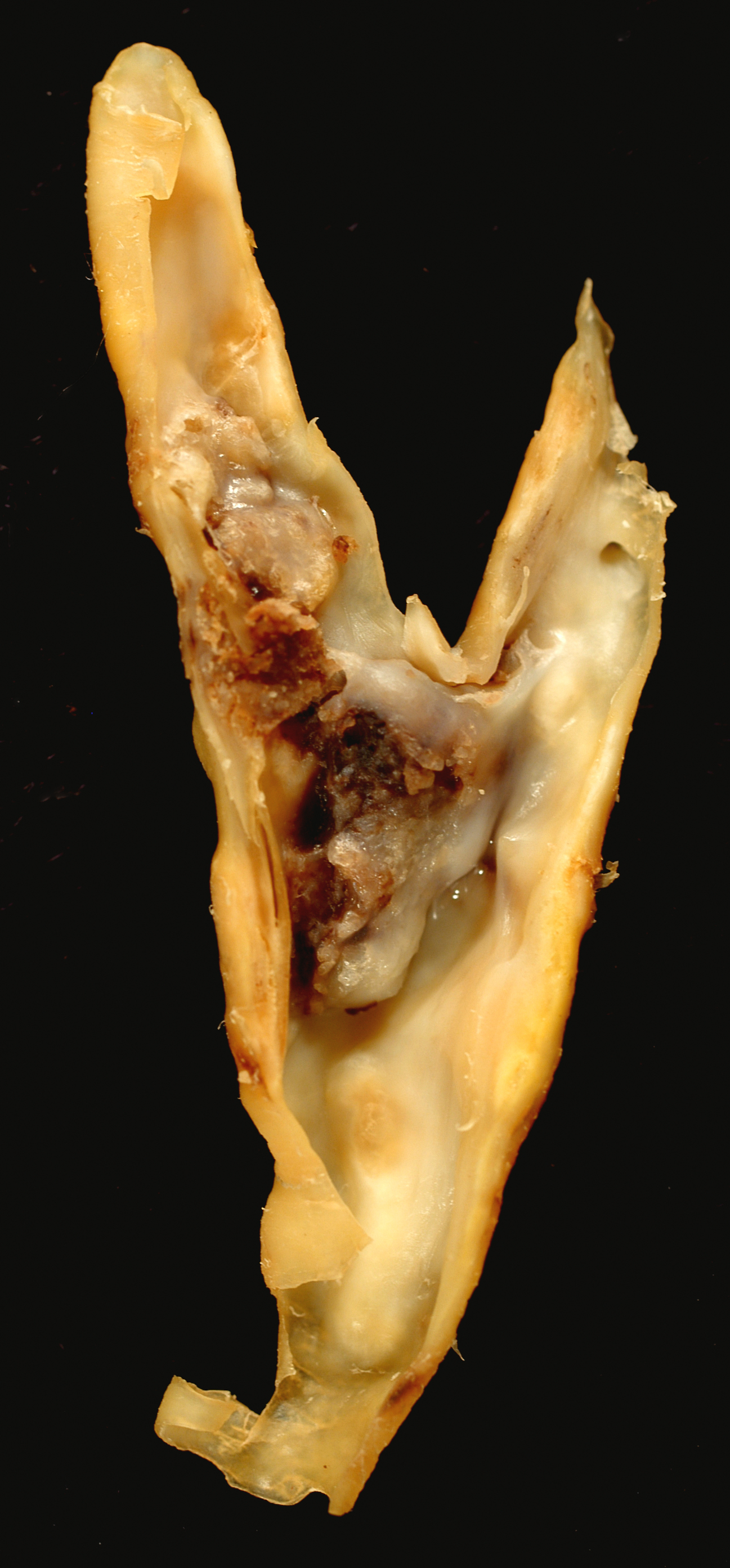
Odcinek tętnicy szyjnej ze złogami. Na dole tętnica szyjna wspólna, po lewej tętnica szyjna wewnętrzna, po prawej tętnica szyjna zewnętrzna. Złogi widoczne jako brunatna masa po lewej stronie.

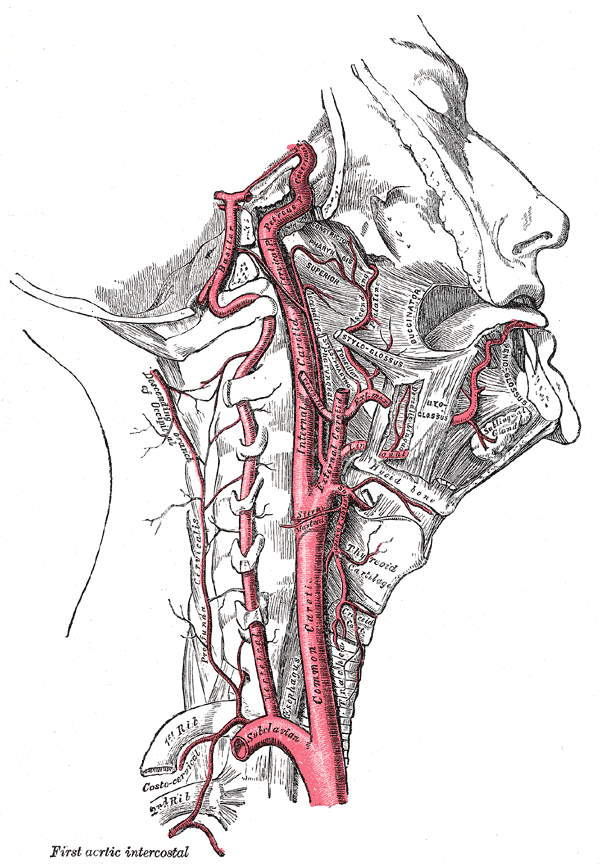
Tętnica szyjna wspólna wraz z jej końcowymi gałęziami: tętnicą szyjną wewnętrzną i tętnicą szyjną zewnętrzną.

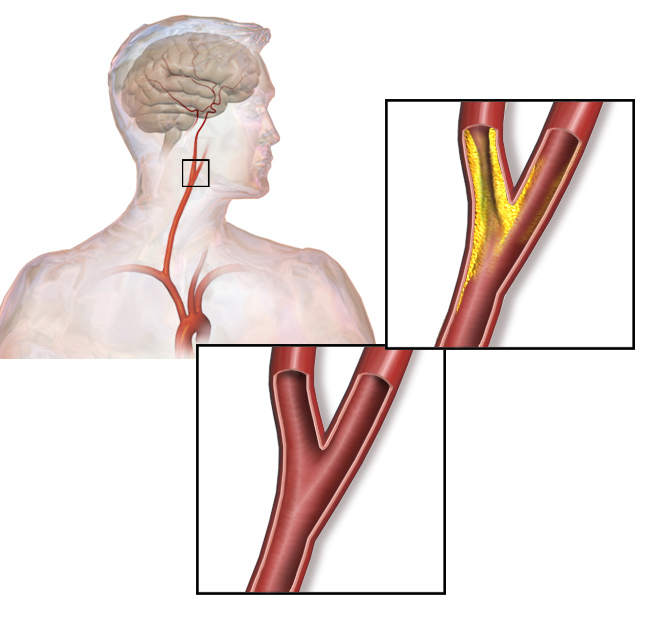
Zwężenie tętnic szyjnych najczęściej jest zlokalizowane w miejscu podziału tętnicy szyjnej wspólnej na tętnice szyjną wewnętrzną i zewnętrzną.

Zwężenie tętnic szyjnych (łac. stenosis arteriae carotidis internae ang. carotid artery stenosis) – jest to zwężenie lub zamknięcie światła tętnicy szyjnej wewnętrznej, zwykle spowodowane przez miażdżycę. Choroba przebiega bezobjawowo lub występują ubytkowe objawy neurologiczne.

## Etiologia
Miażdżyca jest przyczyną ponad 90% zwężeń tętnicy szyjnej wewnętrznej . Zmiany są przeważnie zlokalizowane w rozwidleniu tętnicy szyjnej wspólnej i w początkowych odcinkach tętnicy szyjnej wewnętrznej i zewnętrznej. Odrywanie się skrzeplin, fragmentów blaszek miażdżycowych lub całkowite zamknięcie światła naczynia mogą być przyczyną przemijającego udaru niedokrwiennego lub udaru.

## Objawy kliniczne
Zwężenie może przebiegać bezobjawowo. Objawy wynikają z wystąpienia niedokrwienia mózgu. W przebiegu choroby mogą występować epizody przemijającego udaru niedokrwiennego (TIA), czyli stanu w którym dochodzi do krótkotrwałych, przemijających, trwających do 24 godzin objawów uszkodzenia mózgu na skutek niedokrwienia. W wyniku całkowitego zamknięcia światła lub w mechanizmie zatorowo-niedokrwiennym może dojść do udaru z nieodwracalnymi zmianami w mózgu i trwałym kalectwem.
Najczęstsze objawy:
- niedowłady, porażenia, zaburzenia czucia po stronie przeciwnej do zwężenia,
- zaburzenia mowy, jeśli zwężenie występuje po stronie półkuli dominującej,
- zaburzenia widzenia po stronie zwężenia:
  - przemijająca nagła ślepota jednooczna (rzadziej dwuoczna),
  - ustępujące niedowidzenie połowicze,
  - krótkotrwałe występowania mroczków,
- szmer naczyniowy nad tętnicą szyjną, osłuchiwalny w okolicy kąta żuchwy. Przy bardzo dużym zwężeniu nie słychać szmeru!

Objawom mogą towarzyszyć:
- napadowy ból i zawroty głowy,
- zaburzenia równowagi,
- zaburzenia świadomości,
- zaburzenia pamięci.

## Rozpoznanie
Dużą rolę w rozpoznaniu ma wywiad oraz osłuchanie tętnic szyjnych, których szmer przemawia za zwężeniem. Zwężenie tętnicy szyjnej zwykle jest rozpoznawane za pomocą USG dopplerowskiego z kolorową prezentacją. Angio-TK i angio-MR są przydatne do oceny tętnic w odcinku wewnątrzczaszkowym i wykrywaniu ognisk udaru. Angiografia klasyczna jest wykonywana w ramach postępowania leczniczego lub gdy inne metody nie pozwalają ocenić stopnia zwężenia.

## Leczenie
Metody leczenia można podzielić na metody inwazyjne i zachowawcze.

### Leczenie zachowawcze
- zwalczanie czynników ryzyka miażdżycy,
- leczenie przeciwpłytkowe - każdy chory do końca życia musi przyjmować kwas acetylosalicylowy, w razie przeciwwskazań klopidogrel lub tiklopidynę[2] .

### Leczenie inwazyjne
Chirurgiczne metody leczenia obejmują zabieg endartektomii lub angioplastykę z wszepieniem stentu. Endartektomia jest to operacja polegająca na usunięciu złogów z naczynia, zwykle z wszczepieniem łaty naczyniowej.
Wskazania do operacji:
- objawowe zwężenie światła naczynia >70%[2] [1],
- bezobjawowe zwężenie światła naczynia >75%[2] [1],
- bezobjawowe zwężenie światła naczynia >70% u chorych kwalifikowanych do CABG, operacji tętniaka aorty lub zespołu Leriche’a[2] ,
- zwężenie 50-69% u chorych z objawami niedokrwienia, u których wystąpiły objawy oczne w ciągu ostatnich 3 miesięcy (mniejsze korzyści niż przy zwężeniu >70%)[2] .

Przeciwwskazaniami do operacji są: udar dokonany, niedrożność tętnic szyjnych, tętniak tętnic wewnątrzczaszkowych, ciężkie choroby współistniejące.
Powikłania okołooperacyjne wynoszą około 6%, wyniki odległe są korzystne u 87% chorych.